# Myrmecium viehmeyeri
Myrmecium viehmeyeri là một loài nhện trong họ Corinnidae.
Loài này thuộc chi Myrmecium. Myrmecium viehmeyeri được Maria Dahl miêu tả năm 1907.